# Пасека (Воротынский сельсовет)
Пасека (бел. Пасека) — посёлок в составе Воротынского сельсовета Бобруйского района Могилёвской области Республики Беларусь.

## Население
- 1999 год — 23 человека
- 2010 год — 13 человек